# Pinerolo
Pinerolo er en italiensk by med 35.418(2023) indbyggere, 37 km fra Torino.